# Анатолий (игумен Гефсиманского скита)
Анатолий (в миру Алексей, в схиме Алексий; 1804—1881) — старец и игумен Гефсиманского скита.

## Биография
Родился в 1804 году на территории нынешней Молдавии и принадлежал к числу русских раскольников поповщинской секты, известных под именем «липован», при крещении назван Алексеем.
Рано познакомившись с книгами Священного Писания и Житиями Святых отцов, богобоязненный юноша оставил родительский дом и в 1828 году поселился в «Дальнем» Мануиловском раскольничьем скиту. 
В 1840 году он присоединился к православной церкви и переехал в Россию. Сначала жил на реке Иргиз, Саратовской губернии, в Воскресенском монастыре, а в 1841 году перешел в Спасо-Преображенский монастырь, где был рукоположен 1 января 1843 года в иеродиакона и 12 декабря в иеромонаха, а в 1844 году сделан казначеем монастыря. 
28 августа 1849 года отец Анатолий был перемещен в Гефсиманский (Черниговский) скит, близ Троице-Сергиевой лавры, и 8 ноября того же года был назначен строителем скита, которым и управлял около 30 лет. Его заботами и под его непосредственным наблюдением были выстроены две каменные церкви, Скитская часовня в Москве у Ильинских ворот, дом близ Сухаревой башни, жилые и хозяйственные здания скита, пещерное отделение с гостиницей и хозяйственная ферма. 
В 1874 году Анатолий возведен в сан игумена, будучи вместе с тем и членом Лаврского собора. 
Незадолго до смерти Анатолий принял он схиму с именем Алексия.
Игумен Алексий скончался 6 мая 1881 года во вверенной ему обители.